# П'ятихатка (Курманський район)
П'ятиха́тка (до 1945 року — Бешуйли; крим. Beşüyli) — село Курманського району Автономної Республіки Крим.
Відстань від райцентру до населеного пункта становить 19 кілометрів по прямій.
Колишня кримськотатарська назва Бешуйли перекладається як П'ятихатка.